# Aleksandra Ekster
Alexandra Exter (Oekraïens: Александра Александровна Экстер, Aleksandra Aleksandrovna Ekster) (Belostok, gouvernement Grodno, 18 januari 1882 – Fontenay-aux-Roses, bij Parijs, 17 maart 1949) was een Oekraïense en Franse schilderes. Ze maakte ook boekillustraties, ontwierp marionetten, kostuums en decors voor theater en film. Ze werd beïnvloed door het suprematisme, het kubisme en het Oekraïense futurisme.

## Leven
Alexandra Exter studeerde aan de kunsthogeschool te Kiev en maakte daarna studiereizen naar Parijs en Rome. In Parijs ontmoette ze Picasso en Braque en maakte ze korte tijd deel uit van de kunstenaarskolonie ‘La Ruche’, met Marc Chagall. In Italië maakte ze kennis met de futuristen Soffici en Marinetti. Vanaf 1912 nam Exter deel aan tentoonstellingen in Rusland, waaronder Ruiten Boer in 1910, maar ze bleef ook in het buitenland exposeren, onder andere tijdens Marinetti’s grote Futurisme-tentoonstelling in Rome, begin 1914.
In 1914-1916 sloot Exter zich aan bij het Suprematisme van Kazimir Malevitsj, samen met onder meer Ljoebov Popova en Olga Rozanova. Vanaf 1918 gaf ze workshops in Kiev en Moskou, waarbij haar activiteiten geleidelijk steeds meer neigden naar het constructivisme. Begin jaren twintig ontwierp ze ook decors en kostuums voor het ballet.
In 1924 emigreerde Exter naar Frankrijk. Aanvankelijk woonde ze in Parijs, vanaf 1928 in Fontenay-aux-Roses. In die tijd ontwierp ze veel decors voor het theater en de film, maar ze bleef ook schilderen en exposeren, onder meer in Berlijn (1927), Parijs (1929) en Praag (1937). In 1936 nam ze met veel succes deel aan de New Yorkse expositie ‘Kubisme en abstracte kunst’.
Exter werkte vanaf haar immigratie naar Frankrijk ook als lerares schilderkunst aan de kunstenaarsstudio van Fernand Léger en illustreerde op latere leeftijd veel boeken voor uitgeverij Flammarion. Ze stierf in 1949.
Vanaf de jaren tachtig kent de interesse voor Exters werk een sterke opleving. In 1989 werd haar compositie Genua bij Sotheby's verkocht voor 1.373.790 US$. In 1992 was haar werk een belangrijke trekpleister tijdens een grote expositie van Russische avant-gardekunst in Frankfurt.

## Galerij

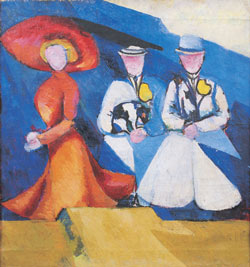
Drie vrouwenfiguren, 1910
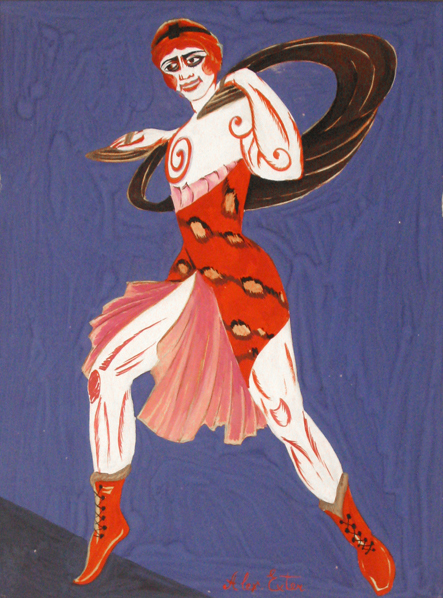
Kostuumontwerp voor het Moskous Kunsttheater, 1916
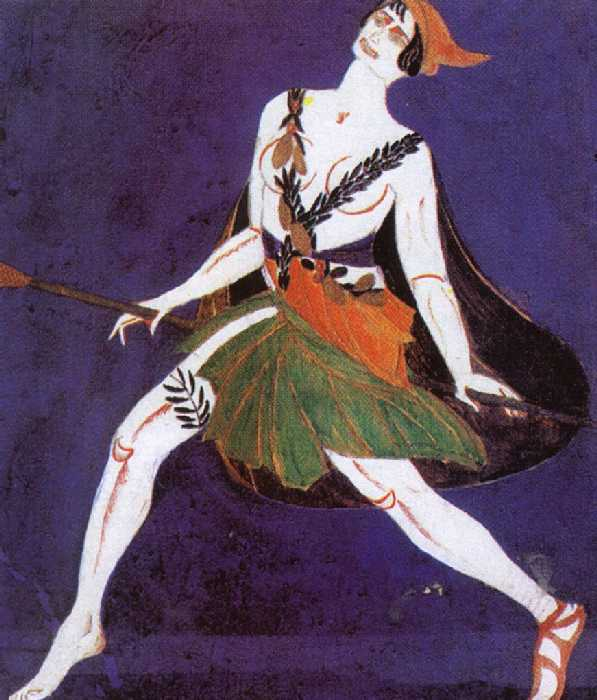
Kostuumontwerp voor het Moskous Kunsttheater, 1916